# Jerry Dunphy
Jerry Dunphy (ur. 9 czerwca 1921 w Milwaukee, zm. 20 maja 2002) – amerykański dziennikarz telewizyjny.

## Wyróżnienia
Posiada swoją gwiazdę na Hollywoodzkiej Alei Gwiazd.